# Castillo (Cáceres)
Castillo (en extremeño El Castiellu) es una pedanía del municipio español de Pinofranqueado, perteneciente a la provincia de Cáceres (comunidad autónoma de Extremadura).

## Situación
Esta pequeña alquería de la comarca de Las Hurdes está ubicada al norte de la provincia, en la vertiente sur de la Peña de Francia, en el valle formado por el río Esperabán, al sur de Sierra de la Corredera y al este de la sierra de Gata.
Pertenece al Partido Judicial de Granadilla y el núcleo urbano más cercano es Las Erías.

### Comunicaciones
Acceso por la carretera local CC-156 que tiene su inicio en la  autonómica EX-204, de Salamanca a Coria a la altura de Pinofranqueado (PK 42+970).

## Lugares de interés
Existe constancia de restos prehistóricos y de época romana e incluso de explotaciones antiguas auríferas en el paraje conocido como Los Llanetes. En la mitad del viejo camino entre Castillo y Erías se encuentran los petroglifos de Tesito de los Cuchillos.
Ya en el interior de esta población podemos conocer importantes muestras de arquitectura popular y una original exposición de objetos etnográficos.

## Demografía
En el año 1981 contaba con 159 habitantes, concentrados en el núcleo principal, pasando a 86 en 2009.

## Fiestas
Se celebran el primer fin de semana de agosto, en honor a la Virgen de Fátima.